# Ángeles Isac García
Ángeles Isac García (Torreblascopedro, Jaén 12 de febrero de 1962)  es una política española, diputada por Jaén en el Congreso durante las XI y XII legislaturas.

## Biografía
Es Técnico Especialista en Química y ha sido empresaria de los sectores de textil y decoración. Es presidenta del Partido Popular de Linares, concejala (1995-1999) y portavoz del Grupo Popular en el Ayuntamiento de Linares. Entre 2008 y 2015 fue diputada en el Parlamento de Andalucía, durante la VIII y IX legislatura. En diciembre de 2015 fue elegida diputada por Jaén al Congreso de los Diputados y en febrero de 2017 renunció a su escaño para dedicarse a preparar las elecciones municipales de 2019 en Linares. Fue reemplazada por María Torres Tejada.